# Sheshonq VII
Sheshonq VII (Uasenetenra-setepenra) (fl. VIII secolo a.C.) è stato un presunto faraone della XXIII dinastia egizia.

## Biografia
L'ipotesi dell'esistenza di questo sovrano deriva unicamente dal ritrovamento di un ciondolo bronzeo (oggi al Petrie Museum di Londra) recante i suoi cartigli, parzialmente rovinati, e non privi di errori ortografici : Uasenetenra-setep[...]ra Sas[...]amon da cui, per deduzione, si è risaliti a Uasenetenra-setepenra Sheshonq-meriamon, un faraone altrimenti sconosciuto.

Tuttavia è stato anche ipotizzato che il nome Uasenetenra, al netto di possibili errori di compilazione dei geroglifici, potrebbe essere in realtà Usermaatra : in tal caso, non vi sarebbe alcun nuovo sovrano, in quanto la titolatura corrisponderebbe esattamente a quella di Sheshonq III, della XXII dinastia.
Se invece si considera valida l'ipotesi di un faraone inedito, una possibile collocazione cronologica è stata individuata dopo Iuput II, ultimo sovrano storicamente accertato della XXIII dinastia. In questo modo, si riempirebbero gli anni di "vuoto" esistenti, tra la morte di Iuput II (720 a.C. circa), e la vittoria definitiva di Piye, della XXV dinastia (715 a.C., Secondo gli "annali" di Sargon II di Assiria).

## Titolatura
| G5 |

| G5 |

|       |
| \| \| |
|       |
|       |

|  |

|       |
| \| \| |
|       |
|       |

|  |

| G16 |

| G16 |

|  |

| G8 |

| G8 |

|  |

| M23 · X1 | L2 · X1 |

| M23 · X1 | L2 · X1 |

| N5 | S40 | n · n · t | N5 · U21 · n |

| N5 | S40 | n · n · t | N5 · U21 · n |

| N5 | S40 | n · n · t | N5 · U21 · n |

| N5 | S40 | n · n · t | N5 · U21 · n |

| N5 | S40 | n · n · t | N5 · U21 · n |

| N5 | S40 | n · n · t | N5 · U21 · n |

| N5 | S40 | n · n · t | N5 · U21 · n |

| N5 | S40 | n · n · t | N5 · U21 · n |

| G39 | N5 |

| G39 | N5 |

|       |
| \| \| |
|       |
|       |

|  |

|       |
| \| \| |
|       |
|       |

|  |